# Alessandro Oliva
Alessandro Oliva (Sassoferrato, 1407 – Tivoli, 20 agosto 1463) è stato un cardinale e arcivescovo cattolico italiano.

## Biografia
Figlio di Alerenzio Oliva e Giovanna, entrò nel 1413 nell'Ordine degli Eremiti di Sant'Agostino; fece i suoi studi a Perugia e poi nello Studio Generale di Rimini dal 1423. A Perugia ottenne il titolo di lettore nel 1433, quello di baccalaureatus e di  regentis nel 1436, infine il titolo di magistralem lauream nel 1438.
Per vent'anni fu professore di filosofia presso il convento agostiniano di Perugia. Nel 1439 fu eletto per un triennio provinciale del suo ordine nella Marca anconitana. Papa Eugenio IV lo nominò procuratore generale dell'ordine. Infine venne eletto generale degli Agostiniani il 13 maggio 1459 nel capitolo generale celebrato a Tolentino.
Fu creato cardinale presbitero papa Pio II nel concistoro del 5 marzo 1460 e ricevette il titolo cardinalizio di Santa Susanna il 19 marzo successivo. Fu camerlengo del collegio dei cardinali per l'anno 1461. Il 16 novembre 1461 fu nominato amministratore della diocesi di Camerino, incarico che mantenne fino alla morte.
Morì a Tivoli il 20 agosto 1463 e fu sepolto nella basilica di Sant'Agostino in Campo Marzio. I suoi funerali furono celebrati dallo stesso papa Pio II.